# Vplivi napada 11. septembra 2001 na zdravje
Zaradi terorističnega napada 11. septembra 2001 se pojavlja zaskrbljenost, kako je napad vplival na zdravje ljudi v okrožju Spodnji Manhattan v New Yorku. V nekaj sekundah po zrušitvi stavb World Trade Centra so se gradbeni materiali, elektronska oprema in pohištvo spremenili v prah in se razširili po vsem območju. 
Pet mesecev po napadu se je prah iz razpadle stavbe še vedno dvigal na mestu World Trade Centra. Vedno večje število prebivalcev New Yorka je poročalo o simptomih respiratornih obolenj.
Nastali so različni zdravstveni programi, ki so se pričeli ukvarjati z zdravstvenimi posledicami napada 11. septembra. Program zdravja World Trade Center, je zagotovil testiranje in zdravljenje vsem delavcem, prostovoljcem in preživelim.

## Snovi ki so bile 11. septembra v zraku, so bile nevarne za razvoj bolezni
Po mnenju Thomasa Cahilla, profesorja Univerze v Kaliforniji je bil prah porušenih stolpov »zelo strupen«. Na tisoče ton strupenih ruševin, ki so bile posledica porušenja WTC-ja, je sestavljalo več kot 2500 onesnažil, natančneje: 50% nevlaknastih snovi in gradbenega materiala, 40% steklenih vlaken in drugih snovi; 9,2% celuloze in 0,8% zelo koncentriranega azbestnega stupenega plina. Zaznani sta bili tudi manjši količini živega srebra in svinca. Tam so bile izmerjene tudi doslej največje vrednosti dioksinov in prahu zaradi požara, ki je gorel še tri mesece po napadu. Veliko razpršenih snovi (azbest, kristalni silicijev dioksid, svinec, kadmij, policikličnih aromatskih ogljikovodikov) je rakotvornih, lahko pa povzročijo tudi druga obolenja: obolenja ledvic, srca, jetr in poslabšanje delovanja živčnega sistema. Center za nadzor in preprečevanje bolezni (CDC) in Nacionalni inštitut za varnost in zdravje pri delu (NIOSH) sta bila izbrana za izvedbo poročila. Opazili so veliko večjo koncentracijo ogljikovih nanocevk v vzorcih prahu in v pljučih ljudi po napadu, kot pa jih je bilo pred napadom.

## Bolezni
Napad je privedel do izčrpavajočih bolezni med reševalci in zdravniki. Pljučna fibroza je do smrti izčrpala člana Newyorške policije (NYPD) Cesarja Borja. Povečano število primerov obolelih se je pojavilo po tem, ko so nekateri zaznali težko in boleče dihanje. Vplivi na zdravje so se razširili tudi na nekatere prebivalce, študente in pisarniške delavce v Spodnjem Mahnhattnu v bližnjem Chinatownu.

### Izpostavljenost World Trade Centru povečuje tveganje za nastanek raka
V študiji, ki je bila objavljena decembra 2012 v The Journal of American Medical Association, je bila ugotovoljena morebitna povezava med izpostavljenostjo z razbitinami World Trade Centra in tveganjem za nastanek raka. Več kot 55.000 posameznikov se je vpisalo v World Trade Center v register zdravljenja. Ločeni so bili na reševalce, delavce oz ostale, ki so bili opazovani od leta 2003 oz 2004 do 31. decembra 2008. Ugotovitve so pokazale, da celotna razširjenost vseh vrst raka med reševalci ali delavci ni bila znatno povečana v primerjavi z ostalimi. Kljub temu so bile nove diagnoze raka prostate, raka ščitnice in diseminiranega plazmocitoma, povečane med reševalci in delavci v zadnjem letu opazovanja.

### Bolezni med delavci in rakava obolenja
28. novembra 2006 je revija Village Voice poročala, da so številne osebe, ki so delale na območju, zbolele za rakom in boleznimi pljuč. Zdravniki so trdili, da je bilo nekaj od teh obolenj razvitih kot posledica izpostavljenosti toksinov na kraju napada. Do sedaj je bilo pri 75 delavcih diagnosticiran razvoj rakotvornih celic, kar nekaj priznanih zdravnikov pa je potrdilo, da je za nastanek rakotvornih celic kriva izpostavljenost na strupenih mestih.

### Sodbe in izjave vodilnih zdravnikov
Dr. Larry Norton iz bolnišnice Memorial Sloan-Kettering je dejal: »Zakaj ni cel narod mobiliziran, da bi lahko poskrbeli za kronične zdravstvene težave te nesreče?«  Richard Clapp in David Ozonoff, profesorja zdravstvene ekologije na Boston Universitiy School of Publich Health, Michael Thun, direktor epidemiološke raziskave na American Cancer Society, Francine Lade, docent okoljske epidemiologije na Harvad School of Public Health, Jonathan Same, predsednik oddelka za epidemiologijo na Johns Hopkins Bloomberg School of Publich Healt in Charles Hesdorffer, izredni profesor onkologije na Johns Hopkins Bloomberg School of Publich Healt trdijo, da pojavljanje raka med opazovanimi posamezniki ni naključje. Trdijo, da je območje napadel oblak bolezni.

#### 2010 New York medicinska raziskava
Študija, ki je zajela 5000 reševalcev in je bila objavljena aprila 2010. Pokazala je, da je med vsemi zajetimi delavci raziskave, njihovo delovanje pljuč povprečno oslabljeno za 10%. V prvem letu po napadu je bilo malo ali celo nič izboljšav in prav tako tudi v naslednjih 6 letih. Dr. Prezant opozarja na zdravila, ki samo blažijo bolezni, ne pa je tudi dokončno pozdravijo.

## Stalno spremljanje zdravja udeležencev napada
Obstajajo znanstvena namigovanja, da imata lahko izpostavljenost različnim strupenim snovem in onesnaženosti v zraku, negativne vplive na razvoj zarodkov. Zaradi te potencialne nevarnosti trenutno preučujejo otroke, katerih matere so bile noseče med porušenjem WTC-ja in ki so živele ali delale v bližini. Osebje v tej študiji ocenjuje otroke vsako leto. Uporabljajo psihološko testiranje in intervjuirajo mame vsakih šest mesecev. Namen raziskave je ugotoviti, ali obstaja pomembna razlika v razvoju in napredovanju otrok, katerih matere so bile izpostavljene strupom, v primerjavi s tistimi, ki niso bile izpostavljene.
Leta 2006 je zdravstvena študija gasilcev poročala, da osebje, ki vdihava onesnažen zrak izgubi 12 let delovanja pljuč. Izkazalo se je, da je imelo 70 odstotkov delavcev in reševalcev porast oslabelih respiratornih funkcij med letoma 2002 in 2004.
Poročilo iz leta 2008, ki ga je izdalo ministrstvo za zdravje v New Yorku, je pokazalo, da bi lahko do 70.000 ljudi imelo stresne motnje zaradi napada.

### 2007, rok za odškodnine, povezane z mestom napada
Najmanj 100.000 ljudi izpolnjuje pogoje za prejem odškodnine, vendar je odškodnino zahtevalo manj kot 14.000 posameznikov. Končni rok za oddajo zahtevka za odškodnino je bil 14. avgust 2007.

#### Zahtevek guvernerja Eliota Spitzerja za podaljšanje roka za oddajo odškodninskega zahtevka
12. julija 2007 je guverner Eliot Spitzer podaljšal rok vložitve zahtevka na 14. avgust 2008, za vse tiste ki so pomagali oz. so bili prostovoljci na mestu napada.

## Zgodnje ugotovite in utišana opozorila
Dr. Edwin M. Kilbourne je 12. septembra Centru za nadzor in preprečevanje bolezni (CDC) takoj odredil, da se morajo vrniti na kraj dogodka in ga pregledati zaradi možnosti vsebovanja izredno nevarnih snovi, ki so posledica napada in uničenja WTC-ja.

## Politične polemike

### Domnevna manipulacija Predsednika Busha glede izjav Agencije za varstvo okolja (EPA)
Iz Sierra Cluba so prišle obtožbe proti Predsedniku Georgu Bushu, ki je se domnevno vtikal v razlage in izjave glede kvalitete zraka, ki jih je podala Agencija za varstvo okolja (EPA).

### Domnevne prevare glede izjav o kakovosti zraka in bolezni v zraku na kraju napada
V poročilu generalnega inšpektorja Agencije za varstvo okolja (EPA), ki je bilo izdano Avgusta 2003, je napisano, da je uprava Agencije želela doseči, da se iz poročila umaknejo informacije o kvaliteti zraka na mestu napada.
Ugotovljene so bile ključne razlike med osnutkom in končnim poročilom o onesnaženosti zraka. Poročilo, ki je bilo izdano in v katerem piše, da bodo okoliška podjetja in domovi očiščeni s strani profesionalcev je bilo zamenjano z ukazom, da naj udeleženci poslušajo uradnike. Drugo poročilo o zaskrbljenosti prebivalcev je bilo popolnoma črtano. Del v katerem je bila opisana pretirana količina azbesta v zraku, je bil popolnoma spremenjen v upanju, da bi omilili grožnjo, ki jo ta strup predstavlja.
Znanstvenica Cate Jenkis (EPA) je v pogovorni oddaji za CBS povedala, da so uradniki Agenciji lagali o kakovosti zraka v tednih po 11. septembru 2001. Po mnenju Agencije za varstvo okolja so vodilni vedeli o strupenosti zraka in tudi to, da prah vsebuje azbest in zaskrbljujočo visoko raven pH-ja. Nekaj prahu je bilo tudi jedkega. Dr. Marjorie Clark je tudi opozorila na posledice vdihavanja strupenega dima in prahu. Kljub temu agencije niso prisluhnile njenim opozorilom.

### Domnevno vladno podcenjevanje zdravstvenih tveganj
Kritiki trdijo, da so vladni uradniki, predvsem Bush, Todd Whitman (nekdanja predsednica Agencije za zaščito okolja ZDA) in župan mesta Rudy Giuliani, podcenjevali zdravstvena tveganja in so hiteli s ponovnim odprtjem Wall streeta, čeprav je to dejanje predstavljalo veliko zdravstveno tveganje za vse delavce, reševalce, prostovoljce na kraju napada. Uradniki iz Bele hiše so sporočili, da Bush pričakuje, da naj bi se Wall street odprl že tri dni po napadu, kljub temu, da Agencija za varstvo okolja še ni končala z ocenjevanjem zdravstvenega tveganja in nevarnosti na kraju napada. Preiskave po napadu so kazale, da je uprava Predsednika Busha pritiskala na Whitmanovo in Giuliania, naj pridobita zdravstvena zagotovila, da se zagotovi ponovno odprtje in poslovanje Wall Streeta.

#### Izjava župana Rudya Giuliania
Dva dni po napadu je župan oznanil, da je »zrak popolnoma čist in ni nevarnosti za bolezni«. Giuliani je v prizadevanju, da bi mesto čim prej zaživelo in se pobralo po napadu, novinarju (New York Daily News) Juanu Gonzalezu zatrdil, da zdravje ljudi v mestu ni ogroženo. V prvem mesecu po napadu je župan dejal »kakovost zraka je sprejemljiva«.
Senatorka Hillary Rodham Clinton je zahtevala od Giuliania naj priča pred senatom vlade glede vprašanja, ali je vlada zatajila pri varovanju vseh delavcev pred strupenim zrakom in zdravstvenim tveganjem.
Kongresnik Nadler je 1. marca 2007 v članku zapisal, da se želi sestati z Giulianiom, saj želi podati izjavo o tem, kdo je odgovoren za prikrivanje bolezni v zraku in če je bilo potrebno, da je toliko ljudi zbolelo.

## Postopek čiščenja in ravnanje po njem
Tudi tukaj je bil vključen župan. Delavci so delali popolnoma brez vseh potrebnih zaščitnih oblačil. Imeli so maske, vendar te niso bile ustrezne, da bi jih zaščitile pred boleznimi v zraku. Tudi respiratorja niso imeli. Lokalni urad EPA je ponudil mestu 30 do 40 elektronskih mikroskopov za podrobnejšo analizo azbesta in nevarnih snovi v zraku. Župan se je odločil za neko drugo, njemu ljubše podjetje in tako dal slabše izobraženim in opremljenim ljudem analizirati zrak okrog WTC-ja. Dr. Jenkins je trdil, da mu je krajevni urad rekel«tu ne rabimo kavbojcev. Bolje da se vrnete na Aljasko«

## Ranjeni posamezniki

### Padli reševalci, delavci, prostovoljci in pisarniški delavci
- Nuna Cindy Mahoney, prostovoljka v hospicu,

- Mark DeBiase,

- James Zadroga, Newyorška policija (Glede vzroka njegove smrti so še vedno v sporu. Prvotno je bilo določeno, da je umrl zaradi prahu, vendar je medicinski izvedenec določil, da je Zadroga umrl zaradi uporabe drog. Spet tretji zdravnik pa podpira prvotno domnevo smrti. Jamesov oče Joseph je povedal, da medicinski izvedenec ni poročal o nobenih vbodnih ranah na njegovih rokah ali telesu, kar bi bilo prisotno ob jemanju drog),

- Cesar Borja, Newyorška policija,

- Robert Williamson, detektiv Newyorške policije,

- Felicia Dunn Jones, odvetnica,

- Kevin Hawkins, Newyorška policija,

- Frank Macri, Newyorška policija.

Glavni raziskovalec pri Newyorškem ministrstvu za zdravje je obvestil časopisno hišo The New York Post o študiji, v kateri je dokumentiranih najmanj 204 smrti reševalcev in drugih, ki so pomagali pri reševanju po 11. Septembru leta 2001. Raziskovalci te študije so potrdili 98 primerov smrti z mrliškimi listi. Ugotovili so, da je 77 ljudi umrlo zaradi bolezni, 55 od teh zaradi pljučnega ali druge vrste raka.
Pri 98-ih umrlih so razlogi za smrt naslednji:
- 55 umrlih zaradi raka,

- 21 telesnih poškodb (prometne nesreče, strelne rane in pet umorov, od teh štirje policaji, ki so bili ubiti med delom),

- 12 bolezni srca, od tega 10 zaradi srčnega napada,

- 2 sarkoidoza,

- 1 polinevropatija,

- 1 pljučnica,

- 1 granulom pnevmonitis,

- 1 alkoholizem,

- 1 amiloidoza (motnja kostnega mozga),

- 1 bolezen ledvic

### Prisotni na kraju napada
Prvi, ki so se odzvali in prišli na kraj dogodka, so bili Newyorški policisti in Newyorški gasilci. Le ti zatrjujejo, da so žrtve bolezni, ki jih povezujejo s strupenim oblakom, kateri je nastal zaradi uničenih stavb in opreme.
Newyorški detektiv James Zadroga je bil prvi, ki je bil 11. septembra na kraju napada. Njegova smrt je leta 2006 direktno povezana s strupenimi substancami na tem kraju. 
Patolog Gerard Breton, ki je opravil obdukcijo je dejal, da lahko z gotovostjo trdi, da je bila smrt v tem primeru direktno povezana z incidentom.
Cesar Borja, veteran Newyorške policije, je umrl zaradi posledic pljučne bolezni. Na kraju incidenta je takrat med razbitinami delal po 16 ur na dan.
Detktiv Robert Williamson je 13.5.2007 pri 46-ih letih umrl zaradi raka trebušne slinavke in raka na pljučih. Tudi on je delal po 16 ur na dan brez prostih dni in pomagal pri reševanju. Njegova družina meni da je njegova smrt povezana z izpostavljenostjo prahu.
Dvajsetletni veteran Newyorške policije Kevin Hawkins, je maja 2007 umrl zaradi raka na pljučih. Dva mesca je delal na kraju incidenta.
Tretjega septembra 2007 je policist Frank Macri umrl zaradi pljučnega raka, ki se mu je razširil po celem telesu vključno s hrbtenico. Njegova pljuča so bila polna prahu zaradi uničenja WTC-ja, saj je dva meseca delal na mestu napada. Po dolgih urah na kraju napada je bruhal, leto dni po napadu so mu diagnosticirali raka v zadnjem stadiju, čeprav ni kadil in pred dogodkom ni imel raka. Leta 2011 je nižje sodišče odločilo, da so strupi verjetni vzrok njegove smrti.

### Prostovoljci
Na stotine prostovoljcev (gasilci, gradbeni delavci, zdravstveni delavci, duhovniki in drugi posamezniki) so prišli na pomoč takoj pa napadu. Ti posamezniki so pomagali na samem kraju napada ali pa so skrbeli za poškodovane. Med prostovoljci je bila tudi nuna Cindy Mahoney, katere smrt naj bi bila posledica dela na kraju napada. Več mesecev je skrbela za duhovne potrebe vseh, ki so pomagali na kraju napada. Dva tedna pred njeno smrtjo so ji ukinili zdravstveno zavarovanje. 1.11.2006 se je zaradi petletnih pljučnih težav zadušila.
Hillary Clinton je glede bolezni Cindy Mahoney dejala: »Vemo, da ima veliko posameznikov zdravstvene težave zaradi vdihavanja strupenega zraka na kraju napada... ampak še vedno ljudje dvomijo v povezavo med strupi in boleznimi. Z usmerjanjem pozornosti na njeno bolezen bo Cindy nadaljevala s pomočjo tistih, ki jih je napad 11. septembra prizadel, kot je to delala za čas svojega življenja«.

### Hišniki
Manuel Checo je eden od mnogih hišnikov, ki so pomagali pri čiščenju in ima zaradi tega težave s pljuči. Na mestu je delal šest mesecev.

### Protesti vseh, ki so pomagali po napadu
30.1.2007 so se vsi, ki so sodelovali pri reševanju, čiščenju in skupine, kot npr. Sierra Club in Unsung Heroes Helping Heroes, zbrali na kraju napada in pozvali predsednika Busha, da nakloni več denarja za zdravljenje vseh, ki imajo zaradi napada zdravstvene težave. 25 milijonov dolarjev, ki jih je Bush obljubil za vse, ki so zaradi strupov zboleli, naj ne bi zadostovalo.
Lokalni prebivalci so se pridružili protestu. Mariama James, ki živi nekaj ulic stran od kraja napada je dejala, da je zbolela po čiščenju ruševin in prahu iz njenega stanovanja. Dejala je, da reševalci niso edini, ki jih je napad prizadel in da so tudi drugi ljudje potrebni zdravljenja.

### Tožbe
Družine prostovoljcev so vložile tožbe proti mestu. Do junija 2007 je število ljudi, ki so vložili zahtevek za odškodnino, naraslo na 10.000.

## Zakonodaja
Različni predlogi zakonov so bili predstavljeni Kongresu Združenih držav Amerike, da bi zagotovili oblike zdravstvenega varstva za vse, ki so se odzvali in pomagali na kraju napada ter za vse preživele.